# Onomarchus (generaal)
Onomarchus (Grieks: Ονόμαρχος) was een Phocisch generaal tijdens de Derde Heilige Oorlog.
Onomarchus had bevel over een divisie van het Phocische leger onder zijn broer Philomelus tijdens het gevecht tegen de Amfictionen bij de Phocische stad Tithorea, waar Philomelus omkwam. Na de slag verzamelde Onomarchus de resten van het Phocische leger en trok zich terug in Delphi. Tijdens een volksvergadering wist Onomarchus de meer behoudende partijen te overtuigen de oorlog voort te zetten, waarbij hijzelf in 353 v.Chr. het opperbevel over het Phocische leger kreeg.
Onomarchus was niet van plan dezelfde terughoudendheid als zijn broer te betrachten, die dan wel geld uit de tempelschat van Delphi had "geleend", maar de geleende bedragen nauwgezet had laten optekenen. Hij confisqueerde alle bezittingen van de staten die tegen Phocis waren en nam alle schatten uit de tempel in beslag. Met de rijkdom uit Delphi kon hij een groot huurlingenleger op de been brengen en diverse vijandige staten omkopen zodat ze zich neutraal opstelden.
Daarop viel hij Lokris binnen, nam de stad Thronion in, dwong Amfissa zich over te geven, verwoestte de Dorische Tetrapolis en trok toen op tegen Boeotië. Hier nam hij Orchomenus in en belegerde zonder succes Chaeronea. Na de belegering van Chaeronea vroeg tiran Lycophron II van Pherae zijn hulp tegen Philippus II van Macedonië. Onomarchus stuurde zijn broer Phayllus met een leger van 7000 man naar Thessalië, maar deze werd door de Macedoniërs verslagen. Daarop trok Onomarchus met zijn gehele leger tegen Philippus op, die hij in twee veldlagen versloeg en uit Thessalië verjoeg.
Onomarchus keerde terug naar Boeotië en nam de stad Koroneia in. In 352 v.Chr. werd hij vanwege een nieuwe inval van Philippus opnieuw om hulp gevraagd door Lycophron. Met 20.000 man infanterie en 500 man cavalerie trok hij opnieuw ten strijde tegen de Macedoniërs, maar ditmaal delfde hij het onderspit. Onomarchus en zijn mannen sprongen in zee in de hoop de Atheense schepen van Chares te bereiken, maar hij kwam om in de golven. Volgens de Griekse schrijver Pausanias werd hij echter neergeschoten door zijn eigen soldaten, die vonden dat hun verlies vooral te wijten was aan zijn gebrek aan ervaring. Zijn lichaam kwam in handen van Philippus, die het liet kruisigen als straf voor zijn heiligschennende diefstal van de schatten van Delphi.